# Крастошевский, Кирилл Эдуардович
Кири́лл Эдуа́рдович Крастоше́вский (род. 29 ноября 1960, Москва) — советский и российский поэт, драматург, режиссёр, сценарист, композитор. Автор песен для исполнителей российской эстрады, режиссёр-постановщик концертных программ.
Председатель Ассоциации профессиональных исполнителей России в 1995 году. Председатель объединения российских поэтов в 1997 году. Художественный руководитель музыкальной компании «Рус-Рекордз» до 2005 года.

## Биография
Сын фотографа Эдуарда Крастошевского. Окончил школу № 232 (с гуманитарным уклоном). Окончил ГИТИС им Луначарского в 1981 году по специальности «артист театра и кино», мастерская К. С. Михайлова (театр Моссовета).
С 1981 по 1993 год — артист в московском театре «Современник». Играл почти во всем репертуаре театра. Автор юбилейных вечеров, бенефисов и капустников театра. Режиссёр и автор музыкального спектакля «Побег», второй режиссёр нескольких постановок театра.
В 1990 году поступил в Литературный институт имени А. М. Горького на отделение поэзии на вечернее обучение.
С 1993 года работал с композитором Максимом Дунаевским — автор и постановщик трёх мюзиклов (постановки в СНГ и Аргентине).
Автор песен для Аллы Пугачёвой, Михаила Шуфутинского, Анжелики Варум, группы «Стрелки», группы «Технология» и т. д. (всего более 1000 песен): «Городок», «Зимняя вишня», «Сильная женщина плачет у окна», «Художник, что рисует дождь» и др. Песня на его стихи «Городок» (муз. Ю. Варума, исп. А. Варум) всегда звучала в конце одноимённой юмористической телепрограммы.
Режиссёр-постановщик концертных программ в ГСК «Россия» и концертном зале «Измайлово».
С 1995 года работал в театре Аллы Пугачёвой: автор песен, журнала «Алла», фильма «№ 96 часов» (автор сценария, фильм снимался на студии Р. Быкова, не завершён). Автор сценариев двух «Рождественских встреч» (режиссёр А. Файфман).
Много лет работал на Первом канале. Работал на НТВ и ТНТ.
В 2015 году переехал из Москвы на постоянное место жительства в Новый Свет и посёлок Лесное под Судаком (Республика Крым).

## Театральные работы
- «Театр Пушкина» (Дельвиг) — студенческая постановка в ГИТИСе им. Луначарского.
- «Побег» — режиссёр и автор («Современник»).
- Играл в спектаклях театра «Современник» с 1981 по 1994.
- Автор и постановщик концертных программ А. Варум.
- Автор и постановщик концертных программ в Кремле.

## Поэт, писатель, сценарист, композитор
Всего им написано более 1000 текстов песен для различных эстрадных исполнителей, таких как Алла Пугачева, Филипп Киркоров, Татьяна Буланова, Анжелика Варум, группа «Стрелки», группа «Технология» и т. д. Несколько лет сотрудничал с композитором и исполнителем Аркадием Укупником.
Написал несколько песен для российских кинофильмов, в частности, текст песни «Чёрная молния» (музыка — Аркадия Укупника) для одноимённого блокбастера Тимура Бекмамбетова.
Автор книг «Театр без актёров» и «Ах, как хочется вернуться в городок…» (2006).
Автор музыки фильма «Продавец игрушек» (2012).
Автор сценария фильмов канала Россия 1: «Особенности национальной маршрутки» (2013), «Поворот наоборот» (2014), «Тайна кумира» (2015).

## Песни

### Анжелика Варум
- «Городок» (муз. Ю. Варум)
- «Дождливое такси» (муз. Ю. Варум)
- «Зимняя вишня» (муз. Ю. Варум)
- «Колыбельная» (муз. Ю. Варум)
- «Москва-река» (муз. Ю. Варум)
- «Художник, что рисует дождь» (муз. Ю. Варум)
- «Это всё для тебя»[3] (муз. Ю. Варум)

### Светлана Лазарева
- «Акварель» (муз. Ю. Варум)

### Влад Сташевский
- «Любовь здесь больше не живёт» (муз. А. Укупник)

### Аркадий Укупник
- «Баллада о Штирлице» (муз. А. Укупник)
- «Петруха» (муз. А. Укупник)
- «Поплавок» (муз. А. Укупник)

## Призы и награды
- Номинант премии «Овация» — лучший поэт года
- Лауреат премии «Звезда»
- 13-кратный лауреат фестиваля «Песня года»